# Catedral de Piedras Negras
La catedral de Piedras Negras, conocida como catedral "Mártires de Cristo Rey", es la catedral de la Diócesis de Piedras Negras. Está ubicada dentro del Residencial Tecnológico

## Características

### Catedral
- Erección de la Rectoría: 8 de octubre de 2002
- Obispo que la erigió: Fray Raúl Vera López
- Obispo actual: Monseñor Alfonso Miranda Guardiola
- Rector actual: Pbro. JOSÉ CALVILLO RODRÍGUEZ
- Dirección: Paseo de las Artes y Bach # 600 Fracc. Tecnológico C.P. 26080

## Antecedentes
- El Sr. Ing. Álvaro Villarreal González y María Guadalupe Hernández de Villarreal hicieron una donación gratuita del Terreno ubicado en la Col. Tecnológico el 10 de junio de 1994.
- El templo se abrió al culto público con la celebración de la Santa Misa el 1.º de mayo de 1994.
- Se erigió como Catedral el 25 de marzo de 2003.
- Este templo se desmembró de la Parroquia de Cristo Rey.
- La construcción del templo estuvo a cargo del Pbro. Párroco Antonio Mendoza Barragán.
- Ha sido atendido desde el inicio por los sacerdotes de la Parroquia Cristo Rey (Pbro. Gilberto Valdés Alvarado; Pbro. Antonio Mendoza Barragán y Pbro. Sabino Gámez Pérez), en cuanto a la celebración de la Eucaristía y los sacramentos.

## Consagración de la Catedral
En marzo del 2008 fue consagrada la Catedral "Mártires de Cristo Rey", sede de la Diócesis de Piedras Negras, encabezado por el Nuncio Apostólico Christophe Pierre, el Cardenal de Monterrey Francisco Robles Ortega y diecisiete obispos, además se contó con la presencia de la jerarquía de la Iglesia Católica en México. La tarde del martes 4 de marzo trabajadores atendían los últimos detalles en la fachada del templo.